# Кензи Ривз
Кензи Ривз (англ. Kenzie Reeves; род. 7 июля 1997 года, Нью-Гэмпшир, США) — американская порноактриса.

## Карьера
Выросла в семье мормонов. Собиралась стать медсестрой. С восемнадцати лет начинает работать стриптизёршей для частных шоу. Через полтора года решает сменить работу и начать карьеру порноактрисы. Вела переговоры с несколькими агентствами, в результате остановив свой выбор на East Coast Talent.
Пришла в индустрию для взрослых в апреле 2017 года в возрасте 19 лет. В январе 2018 года впервые снялась в сцене анального секса для студии Tushy. Ровно через год снимается в своей первой межрасовой сцене для студии Blacked. Также снимается в сценах традиционного и лесбийского секса.
Снималась для студий AMK Empire, Brazzers, Digital Playground, Evil Angel, Girlfriends Films, Girlsway, Mofos, Nubiles Porn, Pure Taboo, Reality Kings, Tushy, VR Bangers и многих других.
В августе 2018 года Кензи была выбрана девушкой месяца порносайта Girlsway. В феврале 2020 года стала красоткой месяца (Babe of the Month) студии Bang!. В октябре 2022 года избрана студией Nubiles «Изюминкой месяца». Спустя месяц студия Nubile Films назвала Кензи «Фантазией ноября».
В декабре 2018 года Кензи Ривз и Кендра Сандерленд появились в качестве гостей на радиопрограмме Inside The Industry Джеймса Бартолета.
За сцену в фильме A Trailer Park Taboo была награждена в январе 2019 года премией XBIZ Award в категории «Лучшая сцена секса — полнометражный фильм». В конце июня этого же года Кензи выигрывает премию XRCO Award в категории «Подростковая мечта года». В октябре 2019 года выигрывает премию NightMoves Award в категории «Невоспетая исполнительница года» (выбор редакции). В январе 2020 года награждена XBIZ Award за лучшую сцену секса в комедийном фильме 3 Cheers for Satan. В этом же месяце получает AVN Awards за сцену секса в VR-фильме The Wanking Dead: Doctor’s Orders. В октябре 2021 года объявлена лауреатом премии NightMoves Award в категории «Лучшая актриса».
По данным сайта IAFD на октябрь 2021 года, снялась в более чем 500 порнофильмах и сценах.
В настоящее время проживает во Флориде.

## Награды и номинации
| Год  | Награда                    | Результат | Категория | Фильм                                                                 |
| ---- | -------------------------- | --------- | --- | --------------------------------------------------------------------- |
| 2018 | AVN Award                  | Номинация | Лучшая сцена секса в виртуальной реальности (вместе с Айком Дизелем, Джей Саммерс, Еленой Кошкой и Пайпер Перри)                                                                                                | Sorority Hookup 2                                                     |
| 2018 | AVN Award                  | Номинация | Лучшая сцена триолизма (Д/Д/П) (вместе с Леви Кэшем и Огаст Эймс) | College Rivals Bond Over Cock                                         |
| 2018 | Fleshbot Award             | Номинация | Лучшая новая старлетка | н/д                                                                   |
| 2018 | Fleshbot Award             | Номинация | Лучшая сцена группового секса (вместе с Дэймоном Дайсом и Пайпер Перри) | Spring Break                                                          |
| 2018 | XBIZ Award                 | Номинация | Лучшая сцена секса — виртуальная реальность (вместе с Джей Саммерс, Еленой Кошкой и Пайпер Перри) | Sorority Hookup                                                       |
| 2019 | AVN Award                  | Номинация | Лучшая актриса — полнометражный фильм | A Trailer Park Taboo                                                  |
| 2019 | AVN Award                  | Номинация | Лучшая анальная сцена (вместе с Жаном Валь Жаном) | First Anal 6                                                          |
| 2019 | AVN Award                  | Номинация | Лучшая лесбийская групповая сцена (вместе с Джиной Валентиной и Кейди Меркьюри) | Notebook Confessions                                                  |
| 2019 | AVN Award                  | Номинация | Лучшая новая старлетка | н/д                                                                   |
| 2019 | AVN Award                  | Номинация | Лучшая сцена секса в виртуальной реальности (вместе с Алексис Эвери, Алексой Новой, Девон Грин, Дейзи Купер, Джейн Уайлд, Зои Фокс, Лолой Фэй, Райан Кили, Хлоей Фостер, Чедом Уайтом, Эмбер Сноу и Эмили Блэк) | VRB World Cup 2018                                                    |
| 2019 | AVN Award                  | Номинация | Лучшая сцена секса парень/девушка (вместе с Бриком Дейнджером) | Backseat Banging 5                                                    |
| 2019 | Fleshbot Award             | Номинация | Лучшая анальная сцена (вместе с Жаном Валь Жаном) | Anal Confession                                                       |
| 2019 | Inked Award                | Номинация | Старлетка года | н/д                                                                   |
| 2019 | NightMoves Award           | Победа    | Невоспетая исполнительница года (выбор редакции) | н/д                                                                   |
| 2019 | Spank Bank Technical Award | Победа    | Самый симпатичный извращенец размером с пинту | н/д                                                                   |
| 2019 | XBIZ Award                 | Номинация | Лучшая актриса — полнометражный фильм | A Trailer Park Taboo                                                  |
| 2019 | XBIZ Award                 | Номинация | Лучшая новая старлетка | н/д                                                                   |
| 2019 | XBIZ Award                 | Номинация | Лучшая сцена секса — виртуальная реальность (вместе с Алексис Эвери, Алексой Новой, Девон Грин, Дейзи Купер, Джейн Уайлд, Зои Фокс, Лолой Фэй, Райан Кили, Хлоей Фостер, Чедом Уайтом, Эмбер Сноу и Эмили Блэк) | VRB World Cup 2018                                                    |
| 2019 | XBIZ Award                 | Победа    | Лучшая сцена секса — полнометражный фильм (вместе со Смоллом Хэндсом) | A Trailer Park Taboo — Part 1                                         |
| 2019 | XBIZ Award                 | Номинация | Лучшая сцена секса — полнометражный фильм (вместе с Жизелью Палмер) | Girls with Guns                                                       |
| 2019 | XCritic Award              | Победа    | Недооценённая старлетка | н/д                                                                   |
| 2019 | XRCO Award                 | Победа    | Подростковая мечта года | н/д                                                                   |
| 2020 | AltPorn Award              | Номинация | Лучшая исполнительница года | н/д                                                                   |
| 2020 | AltPorn Award              | Номинация | Лучшая панк-сцена (вместе с Эбигейл Мэк) | Lesbian Revenge: Resisting Arrest                                     |
| 2020 | AltPorn Award              | Победа    | Лучшая рейв-сцена | Kenzie Reeves                                                         |
| 2020 | AVN Award                  | Номинация | Исполнительница года | н/д                                                                   |
| 2020 | AVN Award                  | Номинация | Лучшая сцена группового секса (вместе с Джейн Уайлд, Кирой Нуар и Смоллом Хэндсом) | 3 Cheers for Satan                                                    |
| 2020 | AVN Award                  | Победа    | Лучшая сцена секса в виртуальной реальности (вместе с Джиллиан Джансон, Джиной Валентиной, Софи Рейес и Томми Ганном)                                                                                           | The Wanking Dead: Doctor’s Orders                                     |
| 2020 | AVN Award                  | Номинация | Лучшая сцена секса парень/девушка (вместе с Джеймсом Дином) | Hotel Hookup (из Use Me, Lose Me)                                     |
| 2020 | AVN Award                  | Номинация | Награда поклонников: любимая порнозвезда (женщина) | н/д                                                                   |
| 2020 | Fleshbot Award             | Номинация | Лучшая персона в социальных медиа | н/д                                                                   |
| 2020 | NightMoves Award           | Номинация | Лучшая исполнительница | н/д                                                                   |
| 2020 | Spank Bank Award           | Победа    | Графиня акробатики | н/д                                                                   |
| 2020 | Spank Bank Award           | Победа    | Забавный размер (спиннер года) | н/д                                                                   |
| 2020 | XBIZ Award                 | Победа    | Лучшая сцена секса — комедия (вместе с Джейн Уайлд, Кирой Нуар и Смоллом Хэндсом) | 3 Cheers for Satan                                                    |
| 2020 | XBIZ Award                 | Номинация | Лучшая сцена секса — только девушки (вместе с Эбигейл Мэк) | Lesbian Revenge: Resisting Arrest                                     |
| 2020 | XRCO Award                 | Номинация | Оргазмическая оралистка года | н/д                                                                   |
| 2020 | XRCO Award                 | Номинация | Подростковая мечта года | н/д                                                                   |
| 2020 | XRCO Award                 | Номинация | Потрясающая аналистка года | н/д                                                                   |
| 2021 | AltPorn Award              | Номинация | Лучшая исполнительница года | н/д                                                                   |
| 2021 | AVN Award                  | Номинация | Исполнительница года | н/д                                                                   |
| 2021 | AVN Award                  | Номинация | Лучшая актриса — короткометражный фильм | A Beautiful Mistake                                                   |
| 2021 | AVN Award                  | Номинация | Лучшая лесбийская групповая сцена (вместе с Адрианой Чечик и Хлоей Темпл) | Squirt on Me                                                          |
| 2021 | AVN Award                  | Номинация | Лучшая сцена мастурбации/стриптиза | Teen Anal 2                                                           |
| 2021 | AVN Award                  | Номинация | Лучшая сцена триолизма (П/П/Д) (вместе с Айзеей Максвеллом и Чарли Мэком) | Room for 2                                                            |
| 2021 | AVN Award                  | Номинация | Наиболее эпатажная сцена (вместе с Миком Блу) | «Sex in the Age of COVID» AKA Dare You (из Lewd)                      |
| 2021 | Fleshbot Award             | Номинация | Лучшее присутствие на фан-сайте | н/д                                                                   |
| 2021 | Inked Award                | Номинация | Лесбийская сцена года (вместе с Эбигейл Мэк) | Lesbian Revenge: Resisting Arrest                                     |
| 2021 | Inked Award                | Номинация | Лучший анал | н/д                                                                   |
| 2021 | Inked Award                | Номинация | Старлетка года | н/д                                                                   |
| 2021 | NightMoves Award           | Победа    | Лучшая актриса | н/д                                                                   |
| 2021 | XCritic Award              | Номинация | Лучшая исполнительница | н/д                                                                   |
| 2021 | XRCO Award                 | Номинация | Любимица года | н/д                                                                   |
| 2021 | XRCO Award                 | Номинация | Подростковая мечта года | н/д                                                                   |
| 2021 | XRCO Award                 | Номинация | Потрясающая аналистка года | н/д                                                                   |
| 2022 | AltPorn Award              | Номинация | Лучшая исполнительница года | н/д                                                                   |
| 2022 | AVN Award                  | Номинация | Исполнительница года | н/д                                                                   |
| 2022 | AVN Award                  | Номинация | Лучшая актриса — короткометражный фильм | Her Spitting Image                                                    |
| 2022 | AVN Award                  | Номинация | Лучшая анальная сцена (вместе с Майклом Стефано) | Ass Fucked Until Her Eyes Roll Back (из Ass Traned by an Older Guy 4) |
| 2022 | AVN Award                  | Номинация | Лучшая лесбийская групповая сцена (вместе с Кайлер Куинн и Миланой Риччи) | Pussy Play                                                            |
| 2022 | AVN Award                  | Номинация | Лучшая оральная сцена (вместе с Миком Блу) | Kenzie’s Sloppy Blowjob                                               |
| 2022 | AVN Award                  | Номинация | Лучшая сцена мастурбации/стриптиза | June 2021 Flavor of the Month                                         |
| 2022 | AVN Award                  | Номинация | Лучшая сцена секса в виртуальной реальности (вместе с Джесси Сэйнт) | Givin’ Head to Get Ahead                                              |
| 2022 | AVN Award                  | Победа    | Лучшая сцена секса от первого лица (вместе с Мистером Лаки) | Kenzie Reeves Is Out of This World                                    |
| 2022 | Fleshbot Award             | Номинация | Лучшая персона в социальных медиа | н/д                                                                   |
| 2022 | XRCO Award                 | Номинация | Исполнительница года | н/д                                                                   |
| 2022 | XRCO Award                 | Номинация | Оргазмическая оралистка года | н/д                                                                   |
| 2022 | XRCO Award                 | Номинация | Потрясающая аналистка года | н/д                                                                   |
| 2023 | AltStar Award              | Номинация | Лучшая премиум-социальная медиазвезда | н/д                                                                   |
| 2023 | XBIZ Award                 | Номинация | Лучшая сцена секса — виньетка (вместе с Антоном Харденом) | Occupied                                                              |
| 2023 | XBIZ Award                 | Номинация | Лучшая сцена секса — виртуальная реальность (вместе с Алексом Джеттом, Лилли Белл и Мэди Коллинз) | A Nightmare on Wankz Street                                           |

## Избранная фильмография
- 2017 — Bang Bus 68
- 2017 — Daddy, I’ve Never Squirted Before 2[51]
- 2017 — Father Daughter Perversions 5
- 2017 — My Sexy Little Sister 3
- 2017 — Share My Boyfriend 6
- 2018 — A Trailer Park Taboo
- 2018 — Anal Cream Pies 4
- 2018 — Backseat Banging 5
- 2018 — Biology Exam[52]
- 2018 — Body To Body 6
- 2018 — Down the Hatch 29
- 2018 — First Anal 6
- 2018 — Girls With Guns[53]
- 2018 — Moms Teach Sex 14
- 2018 — My Amazon Step-Mom
- 2018 — Not For Sale
- 2018 — Showcases 3
- 2019 — Anal Brats 6